# Discografia de Rionegro & Solimões
A discografia da dupla sertaneja brasileira Rionegro & Solimões consiste em 15 álbuns de estúdio, 9 álbuns ao vivo, 1 extended play (EP), 6 álbuns de compilação e 102 singles. Com 36 anos de carreira, a dupla vendeu mais de 15 milhões de discos.

## Álbuns

### Álbuns de estúdio
| Rionegro & Solimões                         | - Lançamento: 1989 - Gravadora: RGE Discos - Formatos: LP, CD, download digital  |                 |                     |
| Rionegro & Solimões                         | - Lançamento: 1991 - Gravadora: Chantecler - Formatos: LP, CD, download digital  |                 |                     |
| Rionegro & Solimões                         | - Lançamento: 1993 - Gravadora: Velas - Formatos: LP, CD, download digital       |                 | - Vendas: 35.000    |
| Rionegro & Solimões                         | - Lançamento: 1995 - Gravadora: Velas - Formatos: LP, CD, download digital       |                 |                     |
| Rionegro & Solimões                         | - Lançamento: 1997 - Gravadora: Velas - Formatos: CD, download digital           | - PMB: Ouro     | - Vendas: 100.000*  |
| O Amor Supera Tudo                          | - Lançamento: 1998 - Gravadora: PolyGram - Formatos: CD, download digital        | - PMB: Diamante | - Vendas: 1.000.000 |
| Bate o Pé                                   | - Lançamento: 1999 - Gravadora: Universal Music - Formatos: CD, download digital | - PMB: Diamante | - Vendas: 1.000.000 |
| Só Alegria                                  | - Lançamento: 2001 - Gravadora: Universal Music - Formatos: CD, download digital | - PMB: Ouro     | - Vendas: 100.000*  |
| Ensaio Acústico                             | - Lançamento: 2002 - Gravadora: Universal Music - Formatos: CD, download digital | - PMB: Platina  | - Vendas: 250.000*  |
| Na Sola da Bota                             | - Lançamento: 2003 - Gravadora: Universal Music - Formatos: CD, download digital | - PMB: Platina  | - Vendas: 250.000*  |
| Clube do Batidão                            | - Lançamento: 2005 - Gravadora: Universal Music - Formatos: CD, download digital | - PMB: Ouro     | - Vendas: 100.000*  |
| Do Jeito da Gente                           | - Lançamento: 2006 - Gravadora: Universal Music - Formatos: CD, download digital | - PMB: Ouro     | - Vendas: 100.000*  |
| Arrastão                                    | - Lançamento: 2008 - Gravadora: Universal Music - Formatos: CD, download digital |                 |                     |
| Virou Festa!                                | - Lançamento: 2011 - Gravadora: Universal Music - Formatos: CD, download digital |                 |                     |
| O Cowboy Vai Te Pegar                       | - Lançamento: 2013 - Gravadora: Radar Records - Formatos: CD, download digital   |                 |                     |
| * número de vendas baseado na certificação. |                                                                                  |                 |                     |

### Álbuns ao vivo
| Bate o Pé - Ao Vivo                                     | - Lançamento: 2000 - Gravadora: Universal Music - Formatos: CD, DVD, download digital | - PMB: Ouro - PMB: Platina (DVD)       | - Vendas: 100.000* - Vendas: 50.000* |
| De Bem com a Vida - Ao Vivo                             | - Lançamento: 2004 - Gravadora: Universal Music - Formatos: CD, DVD, download digital | - PMB: 2× Platina - PMB: Platina (DVD) | - Vendas: 500.000 - Vendas: 50.000*  |
| Do Jeito da Gente                                       | - Lançamento: 2006 - Gravadora: Universal Music - Formatos: DVD, download digital     |                                        |                                      |
| Deus Abençoou                                           | - Lançamento: 2018 - Gravadora: ONErpm - Formatos: Download digital                   |                                        |                                      |
| Só Lembranças - Acústico                                | - Lançamento: 2020-2021 - Gravadora: Sony Music - Formatos: Download digital          |                                        |                                      |
| A História Continua                                     | - Lançamento: 2023 - Gravadora: Som Livre - Formatos: Download digital                |                                        |                                      |
| Resenha Ao Vivo, Sem Compromisso (com Emílio & Eduardo) | - Lançamento: 2024 - Gravadora: Independente - Formatos: Download digital             |                                        |                                      |
| Ao Vivo em Uberlândia                                   | - Lançamento: 2025 - Gravadora: Som Livre - Formatos: Download digital                |                                        |                                      |
| Resenha Sem Compromisso (com Emílio & Eduardo)          | - Lançamento: 2025 - Gravadora: Independente - Formatos: Download digital             |                                        |                                      |
| * número de vendas baseado na certificação.             |                                                                                       |                                        |                                      |

### Extended play(EP)
| Título                   | Detalhes do álbum                                                   | Certificações (vendas certificadas) | Vendas |
| ------------------------ | ------------------------------------------------------------------- | ----------------------------------- | ------ |
| Rionegro e Solimões 2019 | - Lançamento: 2019 - Gravadora: ONErpm - Formatos: Download digital |                                     |        |

### Álbuns de compilação
| De São Paulo À Belém                        | - Lançamento: 1999 - Gravadora: Universal Music - Formatos: CD             | - PMB: Ouro | - Vendas: 100.000* |
| Millenium                                   | - Lançamento: 1999 - Gravadora: Universal Music - Formatos: CD             | - PMB: Ouro | - Vendas: 200.000  |
| O Melhor de Rionegro & Solimões             | - Lançamento: 1999 - Gravadora: Universal Music - Formatos: CD             | - PMB: Ouro | - Vendas: 200.000  |
| Bailão do Rionegro & Solimões               | - Lançamento: 2000 - Gravadora: Universal Music - Formato: CD              | - PMB: Ouro | - Vendas: 100.000* |
| O Grito da Galera                           | - Lançamento: 2005 - Gravadora: Universal Music - Formato: CD              | - PMB: Ouro | - Vendas: 100.000* |
| Sucessos de Hoje                            | - Lançamento: 2017 - Gravadora: Radar Records - Formatos: Download digital |             |                    |
| * número de vendas baseado na certificação. |                                                                            |             |                    |

## Singles
| Ano  | Single                                                    | Álbum                         |
| ---- | --------------------------------------------------------- | ----------------------------- |
| 1989 | "Laço da Paixão"                                          | Rionegro & Solimões           |
| 1989 | "Samba e Cachaça"                                         | Rionegro & Solimões           |
| 1989 | "Meu Último Amor"                                         | Rionegro & Solimões           |
| 1991 | "Primeiro Vento"                                          | Rionegro & Solimões           |
| 1993 | "Como Esquecer Um Amor"                                   | Rionegro & Solimões           |
| 1993 | "Meu Amor"                                                | Rionegro & Solimões           |
| 1993 | "Eu Quero Fazer Amor"                                     | Rionegro & Solimões           |
| 1995 | "Sonhei"                                                  | Rionegro & Solimões           |
| 1995 | "Como Te Esquecer"                                        | Rionegro & Solimões           |
| 1995 | "Chora Viola"                                             | Rionegro & Solimões           |
| 1997 | "Laço da Paixão" (relançamento)                           | Rionegro & Solimões           |
| 1997 | "Boiadeiro e Violeiro"                                    | Rionegro & Solimões           |
| 1997 | "Peão Apaixonado"                                         | Rionegro & Solimões           |
| 1998 | "De São Paulo à Belém"                                    | O Amor Supera Tudo            |
| 1998 | "Frio da Madrugada"                                       | O Amor Supera Tudo            |
| 1998 | "Falta Você"                                              | O Amor Supera Tudo            |
| 1999 | "Tô Doidão"                                               | O Amor Supera Tudo            |
| 1999 | "A Gente Se Entrega"                                      | O Amor Supera Tudo            |
| 1999 | "Saudade Pulou no Peito"                                  | O Amor Supera Tudo            |
| 1999 | "Bate o Pé"                                               | Bate o Pé                     |
| 2000 | "Só Lembranças"                                           | Bate o Pé                     |
| 2000 | "Orvalho da Saudade"                                      | Bate o Pé                     |
| 2000 | "Ô de Casa, Ô de Fora"                                    | Bate o Pé                     |
| 2000 | "Casa Cheia"                                              | Bate o Pé                     |
| 2000 | "Pororoca"                                                | Bate o Pé                     |
| 2000 | "Esperando na Janela"                                     | Bate o Pé - Ao Vivo           |
| 2001 | "Só Alegria"                                              | Só Alegria                    |
| 2001 | "Lenha"                                                   | Só Alegria                    |
| 2001 | "Vivendo Abandonado"                                      | Só Alegria                    |
| 2001 | "Solidão e Saudade"                                       | Só Alegria                    |
| 2002 | "Tá Mentindo"                                             | Só Alegria                    |
| 2002 | "Tô Por Aí"                                               | Ensaio Acústico               |
| 2002 | "Tô Indo Embora"                                          | Ensaio Acústico               |
| 2002 | "Estrela Guia"                                            | Ensaio Acústico               |
| 2002 | "Rodopiou"                                                | Ensaio Acústico               |
| 2003 | "Temporal de Lágrimas"                                    | Na Sola da Bota               |
| 2003 | "Na Sola da Bota"                                         | Na Sola da Bota               |
| 2003 | "Amor Desencontrado"                                      | Na Sola da Bota               |
| 2004 | "Não Tô Nem Aí"                                           | Na Sola da Bota               |
| 2004 | "O Grito da Galera"                                       | Na Sola da Bota               |
| 2004 | "De Bem com a Vida"                                       | De Bem com a Vida - Ao Vivo   |
| 2004 | "Esperando na Janela"                                     | De Bem com a Vida - Ao Vivo   |
| 2005 | "Ajeite o Trem Aí"                                        | Clube do Batidão              |
| 2005 | "Eu de Cá, Você de Lá"                                    | Clube do Batidão              |
| 2006 | "Tô Mal"                                                  | Clube do Batidão              |
| 2006 | "La Bella Luna"                                           | Do Jeito da Gente             |
| 2007 | "Vida de Cão"                                             | Do Jeito da Gente             |
| 2007 | "Cidade"                                                  | Do Jeito da Gente             |
| 2007 | "Dois"                                                    | Do Jeito da Gente             |
| 2008 | "Barretos, a Terra do Peão"                               | Não adicionado à nenhum álbum |
| 2008 | "Moído de Paixão"                                         | Arrastão                      |
| 2008 | "Vida Louca"                                              | Arrastão                      |
| 2008 | "Arrastão"                                                | Arrastão                      |
| 2011 | "Onde Anda Você"                                          | Virou Festa!                  |
| 2011 | "Aí Vou Achar Bom"                                        | Virou Festa!                  |
| 2012 | "Seria Perfeito"                                          | Virou Festa!                  |
| 2013 | "Deu Paixão"                                              | O Cowboy Vai Te Pegar         |
| 2013 | "Romântica"                                               | O Cowboy Vai Te Pegar         |
| 2013 | "O Cowboy Vai Te Pegar"                                   | O Cowboy Vai Te Pegar         |
| 2014 | "O Que Você Não Faz"                                      | O Cowboy Vai Te Pegar         |
| 2014 | "Cavalão Tá Doidão"                                       | O Cowboy Vai Te Pegar         |
| 2014 | "Melhor Beber do Que Chorar"                              | Sucessos de Hoje              |
| 2015 | "Cowboy Comendador"                                       | Sucessos de Hoje              |
| 2015 | "Furacão" part. Toninho Mesquita                          | Sucessos de Hoje              |
| 2015 | "Playboy Fazendeiro"                                      | Sucessos de Hoje              |
| 2016 | "Medo do Espelho"                                         | Sucessos de Hoje              |
| 2016 | "Bicho do Mato'"                                          | Sucessos de Hoje              |
| 2017 | "Vem Me Amar"                                             | Deus Abençoou                 |
| 2018 | "Arruma Essa Casa"                                        | Deus Abençoou                 |
| 2018 | "Vou Tomar Birita"                                        | Deus Abençoou                 |
| 2018 | "Eu Moro Num Sítio"                                       | Deus Abençoou                 |
| 2018 | "Velha Fazenda"                                           | Deus Abençoou                 |
| 2018 | "Ki Loucura"                                              | Não adicionado à nenhum álbum |
| 2018 | "Solidão"                                                 | Não adicionado à nenhum álbum |
| 2019 | "Beleza Então"                                            | Rionegro e Solimões 2019      |
| 2019 | "Famílias Reunidas"                                       | Não adicionado à nenhum álbum |
| 2020 | "Refém da Madrugada"                                      | Não adicionado à nenhum álbum |
| 2020 | "Como Esquecer um Amor"                                   | Só Lembranças - Acústico      |
| 2020 | "Minha Serenata"                                          | Só Lembranças - Acústico      |
| 2020 | "Tô Por Aí"                                               | Só Lembranças - Acústico      |
| 2021 | "Depois Que Perde"                                        | Só Lembranças - Acústico      |
| 2022 | "Vida de Cão" part. Gusttavo Lima                         | A História Continua           |
| 2022 | "Saudade de Ex" part. Jorge & Mateus                      | A História Continua           |
| 2022 | "Ninguém Faz Igual"                                       | A História Continua           |
| 2022 | "Saudade Atemporal" part. Henrique & Juliano              | A História Continua           |
| 2022 | "Frio da Madrugada" part. Jorge & Mateus                  | A História Continua           |
| 2022 | "Foi Bom, Mas Não Foi Diferente"                          | A História Continua           |
| 2023 | "Um Pouquinho de Você"                                    | A História Continua           |
| 2023 | "Hábito Previsível" part. Gusttavo Lima                   | A História Continua           |
| 2023 | "Tô Mal" part. Henrique & Juliano                         | A História Continua           |
| 2023 | "Chorando e Dançando"                                     | Ao Vivo em Uberlândia         |
| 2023 | "Cowboy Chora" part. Luan Pereira                         | Ao Vivo em Uberlândia         |
| 2024 | "O Que Eu Fiz Namorando"                                  | Ao Vivo em Uberlândia         |
| 2024 | "Isso é Coisa de Quem Quer Voltar" part. Maiara & Maraisa | Ao Vivo em Uberlândia         |
| 2024 | "Fivela Com Fivela"                                       | Ao Vivo em Uberlândia         |
| 2024 | "Ativou a Saudade" part. Bruno & Marrone                  | Ao Vivo em Uberlândia         |
| 2024 | "Resenha Sem Compromisso" part. Emílio & Eduardo          | Resenha Sem Compromisso       |
| 2025 | "Modo Avião"                                              | Ao Vivo em Uberlândia         |
| 2025 | "Castelo de Sonhos" part. Emílio & Eduardo                | Resenha Sem Compromisso       |
| 2025 | "O Peão Voltou"                                           | Ao Vivo em Uberlândia         |
| 2025 | "Muro"                                                    | Ao Vivo em Uberlândia         |
| 2025 | "Uma Vida de Te Amo" part. Emílio & Eduardo               | Resenha Sem Compromisso       |

## Participações em outros projetos
| Ano  | Canção                                                                                     | Álbum                                             |
| ---- | ------------------------------------------------------------------------------------------ | ------------------------------------------------- |
| 1999 | "Samba Sertchanejo" (É o Tchan! part. Rionegro & Solimões)                                 | É o Tchan na Selva                                |
| 2000 | "Meu Dengo" (Roberta Miranda part. Rionegro & Solimões)                                    | A Majestade, o Sabiá                              |
| 2001 | "Jesus Cristo"                                                                             | Direito de Viver                                  |
| 2003 | "Madrugada Triste" (Juliano Cesar part. Rionegro & Solimões)                               | Vida de Peão                                      |
| 2005 | "Desatino" (Daniel part. Rionegro & Solimões)                                              | Meu Reino Encantado III                           |
| 2005 | "Viver Como Se Deve"                                                                       | Amigos do Bem                                     |
| 2009 | "Bebo e Choro" (Chico Amado & Xodó part. Rionegro & Solimões)                              | Na Pegada da Galera                               |
| 2010 | "Sentado à Beira do Caminho"                                                               | Emoções Sertanejas                                |
| 2010 | "Eu Quero Apenas" (Roberto Carlos part. Vários artistas)                                   | Emoções Sertanejas                                |
| 2011 | "Deixei de Ser Cowboy Por Ela" (Chitãozinho & Xororó part. Rionegro & Solimões)            | 40 Anos - Entre Amigos                            |
| 2011 | "Planeta Azul" (Chitãozinho & Xororó part. Vários artistas)                                | 40 Anos - Entre Amigos                            |
| 2011 | "Clube da Lata" (Emílio & Eduardo part. Rionegro & Solimões)                               | Clube da Lata                                     |
| 2011 | "Baladeiro" (Thalles & Tiago part. Rionegro & Solimões)                                    |                                                   |
| 2012 | "Balada Open Bar" (Ruan & Rafael part. Rionegro & Solimões)                                |                                                   |
| 2012 | "De Porto Alegre à Manaus" (Brilha Som part. Rionegro & Solimões)                          | Eu Quero Mais                                     |
| 2012 | "Bruto de Bão" (Pedro Paulo & Matheus part. Rionegro & Solimões)                           |                                                   |
| 2012 | "Sete Sentidos" (João Carreiro & Capataz part. Rionegro & Solimões)                        | Só as Antigas - Relembrando as Minhas Composições |
| 2013 | "E o Tanto Que é Bão" (Fred & Pedrito part. Rionegro & Solimões)                           | Clube da Viola                                    |
| 2013 | "Bem Simplesinho" (Turquin Violeiro & Fabiano part. Rionegro & Solimões)                   |                                                   |
| 2013 | "Choro e Bebo" (Nando Moreno part. Rionegro & Solimões)                                    | Descompromissado (Ao Vivo em Uberlândia)          |
| 2013 | "Vou Dormir na Rua" (Zé Henrique & Gabriel part. Rionegro & Solimões)                      | Fundamental                                       |
| 2013 | "O Boteco Envenenou / Vida de Cão" (Rick & Renner part. Rionegro & Solimões)               | Bom de Dança Vol. 1                               |
| 2014 | "Um Restinho de Você" (Fernando & Osmair part. Rionegro & Solimões)                        | Um Restinho de Você                               |
| 2014 | "Você Não Sabe Amar" (Chico Rey & Paraná part. Rionegro & Solimões)                        | Cantos & Cordas Acústico                          |
| 2014 | "James Bom de Cama" (Latino part. Rionegro & Solimões)                                     |                                                   |
| 2015 | "Hino dos Machos" (Conrado & Aleksandro part. Rionegro & Solimões)                         | Ao Vivo em Curitíba                               |
| 2015 | "Trem Bão" (João Bosco & Vinícius part. Rionegro & Solimões)                               | Estrada de Chão                                   |
| 2015 | "Aquela dos Olhos Negros" (Marciano part. Rionegro & Solimões)                             | Marciano Inimitável in Concert                    |
| 2015 | "Vida Louca" (Rick Sollo part. Rionegro & Solimões)                                        | Foi Deus                                          |
| 2016 | "Simples Cantiga" (Lucas & Thácio part. Rionegro & Solimões)                               | SALOON LRT                                        |
| 2016 | "Cumé Que Cê Tá" (Emílio & Eduardo part. Rionegro & Solimões)                              |                                                   |
| 2016 | "O Som do Silêncio" (Fernando & Sorocaba part. Rionegro & Solimões)                        | Anjo de Cabelos Longos                            |
| 2016 | "Toca Fio de Cabelo" (Maurício & Mauri part. Rionegro & Solimões)                          |                                                   |
| 2016 | "Chega de Saudade" (Pedro & Felipe part. Rionegro & Solimões)                              |                                                   |
| 2016 | "Frio da Madrugada" (Maestro Pinocchio part. Rionegro & Solimões)                          | Maestro Pinocchio: Meus Amigos e Minhas Músicas   |
| 2016 | "Pinga com Limão" (Duani & Dinei part. Rionegro & Solimões)                                |                                                   |
| 2017 | "Conte Comigo Amigo" (Regis & Raí part. Lucas & Luan, Rionegro & Solimões)                 |                                                   |
| 2017 | "Proposta" (César Menotti & Fabiano part. Rionegro & Solimões)                             | Memórias II                                       |
| 2017 | "KM 45 / Rumo à Goiânia" (Juliano Cezar part. Rionegro & Solimões)                         | Minha História - Ao Vivo                          |
| 2017 | "Se Você Ama Perdoa" (Racyne & Rafael part. Rionegro & Solimões)                           | Queria um Lugar Assim                             |
| 2017 | "Leva Essa Cunhada" (Os Dois Violeiros part. Rionegro & Solimões)                          | Lobos da Viola                                    |
| 2017 | "Minha Decisão" (Solevante & Soleny part. Rionegro & Solimões)                             | 40 Anos - Minha Decisão                           |
| 2018 | "Depois Que Perde" (Emílio & Eduardo part. Rionegro & Solimões)                            | Acústico de Luxo                                  |
| 2018 | "Nós Dois na Madrugada" (Victor & Leo part. Rionegro & Solimões)                           | O Cantor do Sertão                                |
| 2018 | "Antes Que Você Vá" (Fabrício & Fabian part. Rionegro & Solimões)                          |                                                   |
| 2018 | "Meus Pedaços" (Duduca & Dalvan part. Bruno & Marrone, Rionegro & Solimões)                | 40 Anos                                           |
| 2018 | "Berrante de Ouro" (Duduca & Dalvan part. Osmar Caetano, Rionegro & Solimões)              | 40 Anos                                           |
| 2018 | "Laço da Paixão" (Blanco & Matheus part. Rionegro)                                         | Bão Nu Mundo                                      |
| 2018 | "De Cara Cheia" (Tostão Sanfoneiro part. Rionegro & Solimões)                              |                                                   |
| 2019 | "É Pipoco" (Mayck & Lyan part. Rionegro & Solimões)                                        |                                                   |
| 2019 | "Deixa Eu Te Amar Por Favor" (Felipe & Falcão part. Rionegro & Solimões)                   | 30 Anos de História                               |
| 2019 | "Estrela Guia" (Bimbo & Jhonas part. Rionegro & Solimões)                                  | Meu Sertão                                        |
| 2019 | "Curso de Sofrência" (Bimbo & Jhonas part. Rionegro & Solimões)                            | Meu Sertão                                        |
| 2019 | "Minha Fonte" (Gino & Geno part. Rionegro & Solimões)                                      |                                                   |
| 2019 | "Dei Tudo pra Você" (Fernando Neves part. Rionegro & Solimões)                             |                                                   |
| 2019 | "Solidão" (Marcos Paulo & Marcelo part. Rionegro & Solimões)                               | Boate do Zum                                      |
| 2019 | "Paixão" (Gilberto & Gilmar part. Rionegro & Solimões)                                     | 40 Anos de Sucesso                                |
| 2020 | "Boteco Xing Ling" (Rubi & Rodrigo part. Rionegro & Solimões)                              | O Começo do Sempre Vol. 1                         |
| 2020 | "É Bom Demais" (Lucas & Luan part. Rionegro & Solimões)                                    | Ao Vivo                                           |
| 2020 | "Tome Modão" (Rogério & Regianne part. Rionegro & Solimões)                                |                                                   |
| 2021 | "Acredite! Vai Passar" (Vários artistas)                                                   |                                                   |
| 2021 | "Dois Tipos de Eu" (Diego & Victor Hugo part. Rionegro & Solimões)                         | Equilíbrio                                        |
| 2021 | "Chapéu Americano" (DJ Kévin part. Rionegro & Solimões)                                    |                                                   |
| 2021 | "Resto de Perfume" (Guilherme di Melo part. Rionegro & Solimões)                           |                                                   |
| 2022 | "Viva o Amor" (Pe. Ezequiel Dal Pozzo part. Rionegro & Solimões)                           |                                                   |
| 2022 | "História de Pescador" (Guilherme & Santiago part. Rionegro & Solimões)                    | Perfume Novo                                      |
| 2022 | "Seu Problema Sou Eu" (Otávio Augusto & Gabriel part. Rionegro & Solimões)                 | 20 Anos Ao Vivo                                   |
| 2022 | "A Vida é Assim" (Jads & Jadson part. Rionegro & Solimões)                                 | 20 Anos de História (Ao Vivo)                     |
| 2022 | "Chora Que Passa" (Trio Parada Dura part. Rionegro & Solimões)                             | Na Chalana 2                                      |
| 2022 | "Sonho de um Caminhoneiro" (Trio Parada Dura part. Rionegro & Solimões)                    | Na Chalana 2                                      |
| 2022 | "Rastro na Areia" (Trio Parada Dura part. Rionegro & Solimões)                             | Na Chalana 2                                      |
| 2022 | "Cavalo Enxuto" (Trio Parada Dura part. Rionegro & Solimões)                               | Na Chalana 2                                      |
| 2022 | "Caminheiro" (Trio Parada Dura part. Rionegro & Solimões, Gilberto & Gilmar)               | Na Chalana 2                                      |
| 2022 | "Orgulho Besta" (Diego & Arnaldo part. Rionegro & Solimões)                                | Junto e Misturado                                 |
| 2023 | "Pedra 90" (Cristiano César part. Rionegro & Solimões)                                     |                                                   |
| 2023 | "Olho de Vidro" (Marcos Paulo & Marcelo part. Rionegro & Solimões)                         | Do Jeito Do Marcelão                              |
| 2023 | "Medo do Espelho" (Marcos Paulo & Marcelo part. Rionegro & Solimões)                       | Do Jeito Do Marcelão                              |
| 2023 | "Estou Apaixonado" (Daniel part. Vários artistas)                                          | 40 Anos - Celebra João Paulo & Daniel             |
| 2023 | "Não Precisa Perdão" (Daniel part. Rionegro & Solimões)                                    | 40 Anos - Celebra João Paulo & Daniel             |
| 2023 | "Só Eu e Você" (Daniel part. Rionegro & Solimões)                                          | 40 Anos - Celebra João Paulo & Daniel             |
| 2023 | "Outros 500" (Carvalho & Mariano part. Rionegro & Solimões)                                | Chegando pra Ficar                                |
| 2023 | "Termina Com a Pessoa pro Ce Vê" (Emílio & Eduardo part. Rionegro & Solimões)              | Momentos                                          |
| 2023 | "Rodopiou" (Emílio & Eduardo part. Rionegro & Solimões)                                    | Momentos                                          |
| 2023 | "Na Mão do Cowboy" (Willian Santos part. Rionegro & Solimões)                              |                                                   |
| 2024 | "Beleléu" (André & Adriano part. Rionegro & Solimões)                                      | Beleléu                                           |
| 2024 | "Lanterna dos Afogados" (Dino part. Rionegro)                                              | Barzim de Rock                                    |
| 2024 | "Você Pra Mim" (Rafaela Neves part. Rionegro & Solimões)                                   | Rafaela Neves                                     |
| 2024 | "Tá Judiando" (Thiago Barretos part. Rionegro & Solimões)                                  |                                                   |
| 2024 | "Na Sola da Bota Eletronejo" (Jiraya Uai, Pedro Volt, The Mafia part. Rionegro & Solimões) |                                                   |
| 2024 | "Km 45 / Rumo à Goiânia" (Juliano Cesar part. Rionegro & Solimões)                         | Barretos 2024                                     |
| 2024 | "MTG O Cowboy Vai Te Pegar" (CowtryBeat part. Rionegro & Solimões)                         | MTG+ Agro                                         |
| 2024 | "Peão Apaixonado" (Ana Castela part. Rionegro & Solimões)                                  | Herança Boiadeira                                 |
| 2024 | "Tinha Que Acontecer" (Trio Parada Dura part. Rionegro & Solimões)                         | Na Chalana 3                                      |
| 2024 | "Madrugadão" (Léo & Raphael part. Rionegro & Solimões)                                     | Caipira's no Barretão                             |
| 2025 | "O Cowboy Vai Te Pegar Eletronejo" (Jiraya Uai, Danntz, Talita part. Rionegro & Solimões)  |                                                   |
| 2025 | "Peão Apaixonado" (Boy Munhoz part. Rionegro & Solimões)                                   |                                                   |
| 2025 | "Solteiro Sofredor" (João Neto & Frederico part. Rionegro & Solimões)                      | Confranejo                                        |
| 2025 | "Partiu Rodeio" (Léo & Raphael part. Rionegro & Solimões)                                  | Caipira's no Barretão                             |
| 2025 | "Barretão 70tão" (Edson & Hudson, César Menotti & Fabiano, Rionegro & Solimões)            |                                                   |
| 2025 | "Obra de Arte" (João Pedro & Cristiano part. Rionegro & Solimões)                          |                                                   |
| 2025 | "Vai Que Bate um Vento" (Fiduma & Jeca part. Rionegro & Solimões)                          | O Country Vive                                    |
| 2025 | "Apaixona Muita Gente" (CountryBeat part. Rionegro & Solimões)                             | Isso é CountryBeat                                |